# Janne Wirman
Janne Viljami "Warman" Wirman, född 26 april 1979 i Esbo i Finland, är en finländsk pianist. Han spelar synth i det melodiska metal-bandet Children of Bodom och har också ett sidoprojekt, bandet Warmen.

## Diskografi

### Med Children of Bodom
Album
- Something Wild (1997)
- Hatebreeder (1999)
- Tokyo Warhearts (Live CD, 1999)
- Follow The Reaper (2001)
- Hate Crew Deathroll (2003)
- Are You Dead Yet? (2005)
- Stockholm Knockout Live (2006)
- Blooddrunk (2008)

Singlar och EP
- Children of Bodom (1997) Delad med Cryhavocs Repent (Whore) och Wizzards Iron, Steel, Metal
- Downfall (1998)
- Hate Me! (2000)
- You're Better Off Dead! (2002)
- Needled 24/7 (2003)
- Trashed, Lost & Strungout (2004)
- In Your Face (2005)
- Blooddrunk (2008)

### Med Warmen
Album
- Unknown Soldier (2000)
- Beyond Abilities (2002)
- Accept the Fact (2005)

Singlar
- Alone (2001)